# جيم هارمون
جيم هارمون (بالإنجليزية: Jim Harmon)‏ (21 أبريل 1933، ماونت كرمل في الولايات المتحدة - 16 فبراير 2010، بربانك في الولايات المتحدة)؛ صحفي وروائي أمريكي.

## روابط خارجية
- جيم هارمون على موقع IMDb (الإنجليزية)
- جيم هارمون على موقع قاعدة بيانات الفيلم (الإنجليزية)